# Il dio delle anime
Il dio delle anime è un romanzo dello scrittore scozzese Alan Campbell, il terzo della trilogia "Codice Deepgate". Si tratta di un'opera che mischia dark fantasy, new weird, steampunk e bangsian fantasy.
Alcuni elementi del romanzo sono ispirati alla Divina Commedia.

## Trama
Le porte dell'inferno sono state aperte, re Menoa e i suoi mesmeristi stanno invadendo il mondo. Quando anche Coreollis cade sotto i colpi delle inarrestabili armate del Signore del Labirinto, l'esito della guerra tra gli dei sembra ormai segnato. Eppure Rachel Hael è decisa a tentare tutto il possibile per rovesciare le sorti del conflitto e per questo coinvolge la maga mesmerista Mina Greene e il dio Hasp in una missione disperata: raggiungere il dio degli orologi nella sua roccaforte e, col suo aiuto, convincere le forze del Paradiso a combattere al loro fianco. Tuttavia Rachel dovrà difendersi non soltanto dai dodici arconiti di Menoa, ma persino dallo stesso Hasp, in cui è stato impiantato un parassita che lo obbliga a obbedire agli ordini del nemico. Schiacciata dal sospetto e dalla diffidenza, Rachel teme che sia giunto per lei il momento dell'estremo sacrificio, nella speranza che il gigante John Anchor riesca a trascinare la nave di Cospinol, il dio della nebbia, proprio là dove Menoa si sente più al sicuro.

Nel frattempo, Carnival è tenuta prigioniera, ma è ancora animata dalla rabbia e si prepara a compiere la sua vendetta.

## Personaggi principali
- Rachel Hael
- Carnival
- John Anchor
- Alice Harper
- Mina Greene
- Hasp
- Menoa
- Sabor
- Dill
- Cospinol
- Ayen

## Edizioni
- Alan Campbell, Il dio delle anime, Editrice Nord, 2010,  p. 364, ISBN 9788842914730.

- Alan Campbell, Il dio delle anime, TEA, 2011,  p. 364, ISBN 9788850226115.